# كاري برادشو
كارولاين ماري «كاري» برادشو (من مواليد 10 أكتوبر 1968) هي الشخصية الرئيسية لمسلسل سيكس آند ذا سيتي (الجنس والمدينة) المرخص لصالح شبكة إتش بي أو، التي جسدتها سارة جيسيكا باركر. وهي شخصية مستوحاة جزئيًا من السيرة الذاتية لمؤلفتها كانديس بوشنيل، التي عُدل كتابها الجنس والمدينة ليلائم العمل المرخص. كاري هي كاتبة عمود في صحيفة وعاشقة للموضة، عاشت في مدينة نيويورك. يقدم عمودها الأسبوعي، «الجنس والمدينة»، حكاية لكل حلقة. في مسلسل شبكة ذا سي دبليو التمهيدي يوميات كاري، لعبت آنا صوفيا روب دور كاري.
عندما عُرض المسلسل للمرة الأولى، أشاد النقاد بالشخصية كونها مثالًا إيجابيًا عن المرأة المستقلة على غرار ماري تايلر مور. ومع ذلك، يميل التحليل الاسترجاعي إلى التركيز بشكل أكبر على خيانة الشخصية المتكررة التي لم تندم عليها، إذ يراها الكثير من النقاد أنها نرجسية.

## خزانة الملابس
وُصفت كاري بأنها شخص يعيش من أجل الموضة، واعترفت أنها في أحد المرات اشترت مجلة فوغ بدلًا من العشاء.
إنها عاشقة معروفة للأحذية ومولعة بأحذية المصممين باهظة الثمن (لا سيما مانولو بلانيك، وأيضًا كريستيان لوبوتان وجيمي تشوو)، وقد قدّرت ميراندا ذات مرة أن كاري أنفقت أكثر من 40 ألف دولار على الأحذية. قُدّر متوسط سعر الزوج من أحذيتها بأكثر من 400 دولار (وفقًا لميراندا)، وهذا يعني أنه كان لديها على الأقل 100 زوج من الأحذية المميزة. دمجت في كثير من الأحيان لقطات كلاسيكية من طراز كيتشي مع الأصناف الراقية. ذُكر أن بارنيز، وبرغدورف غودمان، وبلومينغديل، وساكس فيفث أفينيو كانت من بين أماكنها المفضلة للتسوق.
وافقت كاري ذات مرة على تقديم عرض أزياء خيري (يضم «أناسًا عاديين» وعارضات أزياء معًا)، بشرط أن تحتفظ بالزي، وهو منتج لماركة دولتشي آند غابانا الأصلية. لكن الخطة أتت بنتائج عكسية عندما استبدلوا بفستان كاري لباسًا داخليًا من الحرير مرصعًا بالمجوهرات.
من المعروف أن كاري ارتدت أيضًا من ألكساندر ماكوين، وآنا موليناري وبالينسياغا، وبيتسي جونسون، وبوتيغا فينتا، وسيلين، وشانيل، وكلوي، وكريستيان ديور، وكريستيان لاكروا، وكريستيان لوبوتان، وديان فوغ فورستنبرغ، وفيندي، وجيفنشي، وغوتشي، وهيذريت، وهيلمت لانغ، وهيرميس باريس، وجان بول غولتييه، وجيرمي سكوت، وجيل ساندر، وجوديث ليبروجيمي تشو، ولوي فيتون، ولانفين، ومانولو بلانيك، ومارك جاكوبس، ومارني، وميسوني، وميوميو، وموسكينو، وبرادا، وأوسكار دي لا رينتا، وروبرتو كافالي، وسونيا ريكيال، وتوم فورد، وإيف سان لوران، وفيرا وانغ، وفالنتينو، وفيرزاتشي، وفيفيان ويستوود، من بين أمور أخرى.
يبدو أن خزانة كاري المدهشة كانت فوق قدرة التحمل بالنسبة لكاتبة ذات دخل محدود (على الأقل حتى الموسم الخامس، في الوقت الذي قُدّم لها عرض من أجل كتاب. وحين عُرضت الأفلام، بدت أكثر ثراءً، رغم أن ذلك قد يكون بسبب ثروة زوجها). في الواقع، علق الكثير من الناس حولها بأنها لا تستطيع تحمل كلفة إدمانها التسوق. كانت البطاقات الائتمانية لكاري في بعض الأحيان تبلغ الحد الأقصى من السحب، ولم تستطع تأمين قرض بمفردها بسبب قلة المدخرات ولأن تقدير درجة الجدارة الائتمانية لها كان سيئًا نتيجة لكثرة تسوقها، وقد اعترفت بأن معظم ذلك الإنفاق صُرف على «احتياجاتها من الأحذية». في إحدى الحلقات، علقت ساخرةً بأنها قد تكون «حرفيًا المرأة التي تعيش في حذائها». اشتهرت كاري بإدمانها الأحذية بشكل خاص، ووصفتها بأنها «مشكلة إدمان» في حلقة «قوة جنس النساء» في الموسم الأول. تشمل إحدى اللقطات التي برزت فيها الأزياء الراقية الحادثة التي تتعرض فيها للسرقة بالقرب من ويست برودواي ويهرب اللص بحقيبة يدها موديل باغيت من فندي وصندلها ذي الأشرطة المصنوع من جلد الغزال الوردي من مانولو بلانيك، الذي اشترته «بنصف ثمنه في أحد التخفيضات!»، مضيفةً أنه كان حذاءها المفضل.
في الموسم الثالث، تطارد عبارة ستاتن آيلاند وينتهي بها الأمر بأن تفوتها العبارة وقد انزلق حذاؤها خارج قدمها وصرخت، «انتظر، لقد فقدت حذائي!». في «حق المرأة في الأحذية»، طلبت من صديقتها دون خجل تعويضًا بعد سرقة زوج من الأحذية من ماركة مانولوس في حفل تلك الصديقة بسبب إصرارها على عدم وجود أحذية داخل المنزل. تلاحظ كاري النفاق في حقيقة أن صديقتها التي «جعلها تشعر بالعار حيال حذائها» («أنتِ من اخترتِ شراء حذاء باهظ الثمن») تُكافأ على مر السنين بهدايا بقيمة آلاف الدولارات من أجل اختياراتها في الحياة (حمام الطفل، وهدايا الخطوبة، وهدايا الزفاف، وما إلى ذلك)، في حين لا يحتفل أحد بخيارات النساء العازبات في الحياة («هولمارك لا تصنع «بطاقة بعنوان تهانينا على عدم زواجكِ الرجل الخاطئ»!»)، وهكذا توصلت إلى نتيجة مفادها أنه لا بأس في إنفاق المرء الكثير على نفسه بغية جعل مسيرة حياة الفتاة العازبة أكثر متعة.

## تاريخ الشخصية والسمات الذاتية
تكتب كاري عمودا أسبوعيا بعنوان «الجنس والمدينة» لصحيفة نيويورك ستار الخيالية. يركز العمود على المغامرات الجنسية لكاري وصديقاتها المقربات، بالإضافة إلى تأملات حول العلاقات بين الرجال والنساء، والمواعدة، ونيويورك. ويوفر ذلك لكاري نوع من التقدير في المدينة. يصفها أحيانًا قراء عمودها بأنها أيقونتهم. في الموسم الثالث، اختير عمودها من أجل فيلم من إنتاج ماثيو ماكونهي. في الموسم الخامس، جمعت بعض أعمدتها في كتاب. في نهاية الموسم الرابع، بدأت كاري في كتابة مقالات حرة لصالح مجلة فوغ. على الرغم من مواجهتها لمشاكل بدايةً في التعامل مع إيند (كانديس بيرغن)، محررتها القاسية والمتطلبة في فوغ، تجد طريقها وينتهي بها الأمر إلى تكوين صداقة معها. 
تنساق كاري وراء عواطفها بشكل ملحوظ. وتسعى للحصول على القبول (مفتاح الباب، حيز في خزانة الحمام) من السيد بيغ وغيره (وتصبح مهووسة بخصوص المراجعة التي تجريها ناقدة الكتب ميتشيكو كوكوتاني بخصوص كتابها في مجلة النيويورك تايمز). وتلح على السيد بيغ في نهاية الموسم الأول قائلة: «فقط أخبرني أنني المنشودة»، إذ كانت قلقةً بعد رفضه أن يعرفها إلى أمه. غالبًا ما تتصرف بطريقة أنانية (كما نراها أثناء علاقتها)، لكن طالما لم يشر أصدقائها إلى انشغالها بنفسها، فإنها تميل لإلقاء اللوم في ذلك على قابليتها بأن «تأخذها الحماسة» وهي عبارة صاغها السيد بيغ في الموسم 2. والنتيجة هي شخصية ناقصة ولكن يمكن الاعتماد عليها بسبب أسلوبها الفكاهي باستنكار نفسها والذي تتعامل فيه مع القضايا النمطية في العلاقات بين الذكور والإناث (الالتزام موضوع مستمر).
تقلع كاري عن التدخين وتعود إليه، وعندما تدخن غالبًا يشاهد معها سجائر مارلبورو لايتس. تحاول الإقلاع عن التدخين في المواسم الثالث والرابع باستخدام لصقات النيكوتين أثناء مواعدتها لإيدان. تستمتع بالكوكتيلات (خاصة الكوزموبوليتان - لقد ساعد ولع شخصيتها فيه بالترويج للمشروب). في حين أن كاري واقعية حول مشاكل العلاقات، عاشت الكثير من العلاقات السيئة خلال مسيرة المسلسل، فهي رومانسية في بحث أبدي عن الحب الحقيقي، وترفض الاستقرار من أجل، ما وصفته، «أي شيء أقل من الفراشات». ولهذا السبب، أعربت مرارًا وتكرارًا عن شكوكها في أن تكون من النوع الذي قد يتزوج ويكون أسرة.
كاري من سكان منطقة مانهاتن في مدينة نيويورك. تعيش في مبنى من الحجر البني في أبر إيست سايد في منزل خيالي رقمه 245، في شارع إيست 73، بين بارك وماديسن. وقد عاشت في هذه الشقة طوال المسلسل، بعد أن اشترتها من إيدان في الموسم الرابع، بعد أن اشتراها إيدان مع الشقة المجاورة من أجله وكاري أثناء خطوبتهما. في الحلقات الأولى من الموسم الأول، شوهدت شقة كاري فوق مقهى في مكان ما بالقرب من ماديسن أفينو. بحلول الحلقة الرابعة تقريبًا، اعتُمدت الواجهة المعتادة وهي سلسلة من الأحجار البنية المجاورة لها، وتبقى هكذا طوال المسلسل. تتميز الحلقة الأولى أيضًا بشقة مختلفة عن الشقة التي استخدمت في الحلقات الـ 93 التالية والأفلام. في الواقع، يقع المبنى ذو السلالم الشهيرة، في شارع بيري 66، نيويورك (ويست فلدج منهاتن).
ذُكر القليل عن حياة كاري قبل المسلسل. وصلت كاري إلى مانهاتن يوم الثلاثاء 11 يونيو 1986 عندما كان عمرها 21 عامًا تقريبًا، نظرًا لسنها المذكورة في نقاط أخرى من المسلسل. تقول في الفيلم إنها عاشت في مانهاتن لمدة 20 عامًا (رغم أنها ذكرت في سن 35 أنها عاشت هناك لمدة عشر سنوات). في الموسم الرابع، أخبرت كاري مصورًا بأنها كانت فقيرة جدًا عندما بداية انتقالها إلى نيويورك إلى درجة أنها كانت تشتري مجلة فوغ بدلاً من العشاء. يذكر أن والدها تركها هي وأمها عندما كانت في الخامسة من عمرها؛ لم يذكر وجود أية أخوة وأخوات. وكُشف أيضًا أن كاري قد أجرت عملية إجهاض في عام 1988 بعد علاقة ليلة عابرة مع نادل وهي في الثانية والعشرين من عمرها.                        